# Seaforth Cemetery, Cheddar Villa
Seaforth Cemetery, Cheddar Villa is een Britse militaire begraafplaats met gesneuvelden uit de Eerste Wereldoorlog, gelegen in het Belgische gehucht Sint-Juliaan (Langemark-Poelkapelle). De begraafplaats ligt langs de Brugseweg (N313), 1,3 km ten zuidwesten van het dorpscentrum en 4,2 km ten noordoosten van de Grote Markt van Ieper. Ze werd ontworpen door William Cowlishaw en wordt onderhouden door de Commonwealth War Graves Commission. Het ommuurde terrein heeft een lange rechthoekige vorm met aan de straatkant een schuine zijde en is 1.008 m² groot. Het Cross of Sacrifice staat centraal aan de toegang dat bestaat uit een enkelvoudig traliehek.
Er worden 148 doden herdacht.

## Geschiedenis
Langs de weg van Wieltje naar Sint-Juliaan stond een boerderij die door de Britse troepen "Cheddar Villa" werd genoemd. Dit was ook de aanvankelijke naam van deze begraafplaats. Maar in april 1915 werd tijdens de Tweede Slag om Ieper in deze streek hevig gevochten waarna de gesneuvelden op deze plaats werden begraven. Omdat 101 van de 148 slachtoffers tot de 2nd Seaforth Highlanders behoorden werd op vraag van de bevelvoerende officier in 1922 de naam gewijzigd in Seaforth Cemetery.
Er liggen 147 Britten (waaronder 21 niet geïdentificeerde) en 1 Canadees begraven. Voor 19 Britten werden Special Memorials opgericht omdat hun graven door artillerievuur werden vernietigd.
Er zijn twee massagraven met respectievelijk 18 en 75 doden. Hun grafzerken staan langs de linker en rechter muur opgesteld en zij worden herdacht met twee Duhalow Blocks. Op een herdenkingsplaat achteraan op de begraafplaats staan 23 namen van leden van de Seaforth Highlanders die hier gesneuveld zijn maar van wie men niet weet waar ze begraven liggen. Hun namen staan ook vermeld op de Menenpoort.
De begraafplaats werd in 2009 als monument beschermd.

### Minderjarige militair
- soldaat John Cecil Allen van de Northumberland Fusiliers was 17 jaar toen hij op 26 april 1915 sneuvelde.